# 镜面草
镜面草（学名：Pilea peperomioides）为荨麻科冷水花属的植物，为中国的特有植物。分布在中国大陆的贵州省、云南省等地，生长于海拔1,500米至3,000米的地区，多生长于石壁或石地阴处。為常見的室內盆栽植物。

## 别名
翠屏草（云南）